# Маркова, Ирина Валерьевна
Ири́на Вале́рьевна Ма́ркова (4 октября 1923, Ленинград — 8 апреля 2010, Санкт-Петербург) — советский фармаколог и клинический фармаколог, доктор медицинских наук, профессор, заведующая кафедрой фармакологии Ленинградского педиатрического медицинского института.
Инициатор создания первой в СССР кафедры педиатрической клинической фармакологии Ленинградского педиатрического медицинского института.
Житель блокадного Ленинграда.

## Биография
Родилась в семье служащих Валерия Николаевича Маркова (1898, Санкт-Петербург — 1941, Ленинград) и его жены Татьяны Александровны ур. Вейнберг (1902, Ярославль — ?). Семья проживала в Выборгском районе Ленинграда на пр. Энгельса в элитном для того времени доме № 55, который в народе назывался «Милицейским». Отец работал начальником планового отдела торфопредприятия «Шувалово», а мать заведовала небольшой аптекой № 40, находившейся неподалёку от дома. С началом Великой Отечественной войны Валерий Николаевич записался в Народное ополчение.Он погиб в боях на подступах к Ленинграду уже в конце лета или начале осени 1941 года.
В тот год Ирина Маркова окончила среднюю школу № 12 Выборгского района. Война началась на следующий день после получения аттестата и вместо поступления в институт ей пришлось пойти работать ассистентом провизора в аптеку к матери. Правда, сначала, как и большинство ленинградских женщин, Ирина была мобилизована на строительство оборонительных укреплений на южных рубежах города.
Пережив первую, самую гибельную блокадную зиму, в марте 1942 года она узнала, что ректором Ю. А. Менделевой объявлен набор на первый курс в Ленинградский педиатрический медицинский институт, и решила подать заявление. Как таковые, вступительные экзамены в тот год не проводились, и все ограничилось конкурсом аттестатов. Поскольку в это же время решался вопрос о возможной эвакуации ЛПМИ на восток, зачисление произошло только 10 июня 1942 года, когда окончательно стало ясно, что институт остаётся в Ленинграде.
Первый раз Ирине Валерьевне удалось проучиться всего полгода. 25 декабря 1942 года, тяжело заболев, она вынуждена была оставить институт. Возможность продолжить учёбу появилась лишь 1 июня 1943 года, когда её вновь зачислили на первый курс. Занятия начались только осенью. До сентября все студенты ЛПМИ под руководством декана, профессора Ю. А. Котикова находились на торфоразработках в посёлке Дунай Всеволожского района.
Как и всем студентам военных лет, учёбу ей приходилось совмещать с работой в клиниках, ухаживая за больными, и на расчистке территории института, который подвергался постоянным обстрелам. В год окончания войны студенткой третьего курса Ирина Валерьевна оставила подработку препаратором на кафедре анатомии и пришла в научное общество кафедры фармакологии, где под руководством профессора В. М. Карасика выполнила ряд экспериментальных исследований. В 1948 году, окончив с отличием институт, она поступила в аспирантуру кафедры фармакологии ЛПМИ. На долгие годы её научным руководителем стал профессор (с 1946 года — член-корреспондент; с 1960 года — академик АМН СССР) В. М. Карасик.
Темой экспериментальной научной работы И. В. Марковой в аспирантуре стало изучение воздействия барбитуратов на средний мозг. Диссертация под названием «Барбитуратный гиперкинез мезенцефального происхождения» была успешно защищена ею в 1951 году. Защита совпала с окончанием аспирантуры, и Ирина Валерьевна была избрана ассистентом своей кафедры. Годы работы под руководством профессора В. М. Карасика позволили ей приобрести неоценимый опыт. Очень быстро И. В. Маркова завоевала авторитет одного из ведущих преподавателей кафедры. Одновременно она ни на минуту не оставляла и интенсивной научной деятельности.

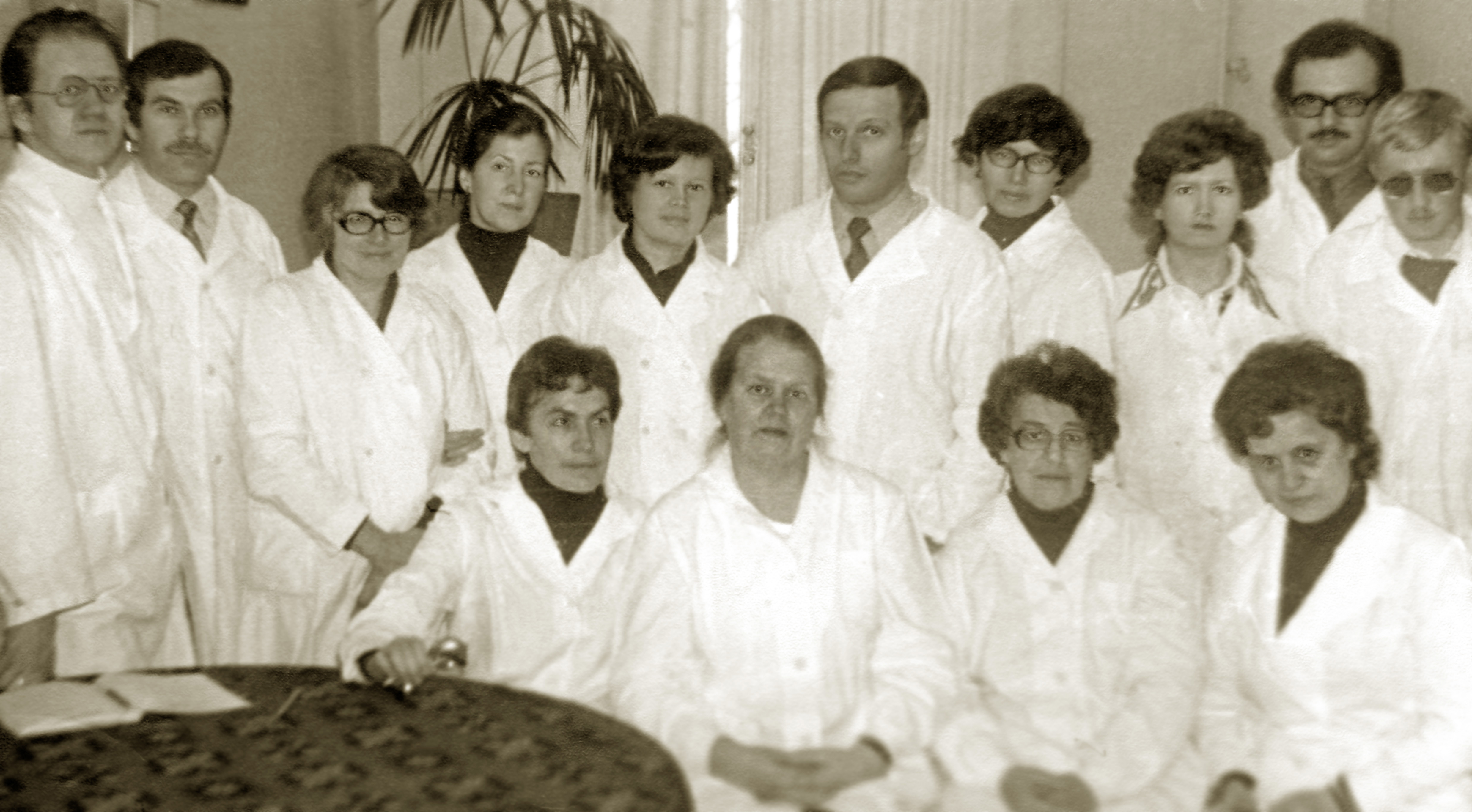
Сотрудники кафедры фармакологии ЛПМИ (слева направо). Стоят: будущий ректор ЛПМИ М. В. Неженцев, ассистенты А. М. Ротледер, Г. А. Пташник, О. Н. Григорьева, Л. А. Воронкова, проф. В. А. Гусель, ст. лаб. И. В. Маеркович, лаб. Л. В. Яковлева, ассистент А. Р. Данилов, будущий д.м.н. В. Л. Козловский. Сидят: асс. С. В. Осипова, проф. И. В. Маркова, асс. И. Н. Бельгова, доц. Н. В. Ускова.

В течение двенадцати лет Ирина Валерьевна работала над своей докторской диссертацией. Она назвала её «Взаимоотношения между функцией гипоталамо-гипофизарно-адреналовой системы, реактивностью развивающегося организма к фармакологическим агентам и проницаемостью гематоэнцефалического барьера». Эта работа оказалась одним из немногих исследований, выполненных под руководством академика В. М. Карасика, имевшим очевидную возрастную, т. е педиатрическую направленность.
Свою докторскую диссертацию И. В. Маркова защитила в 1963 году, а менее чем через год, в июне 1964 года, скончался академик В. М. Карасик. Именно Ирина Валерьевна приняла на себя руководство его кафедрой, с тем, чтобы уже в 1966 году получить известие об утверждении её в учёном звании профессора.

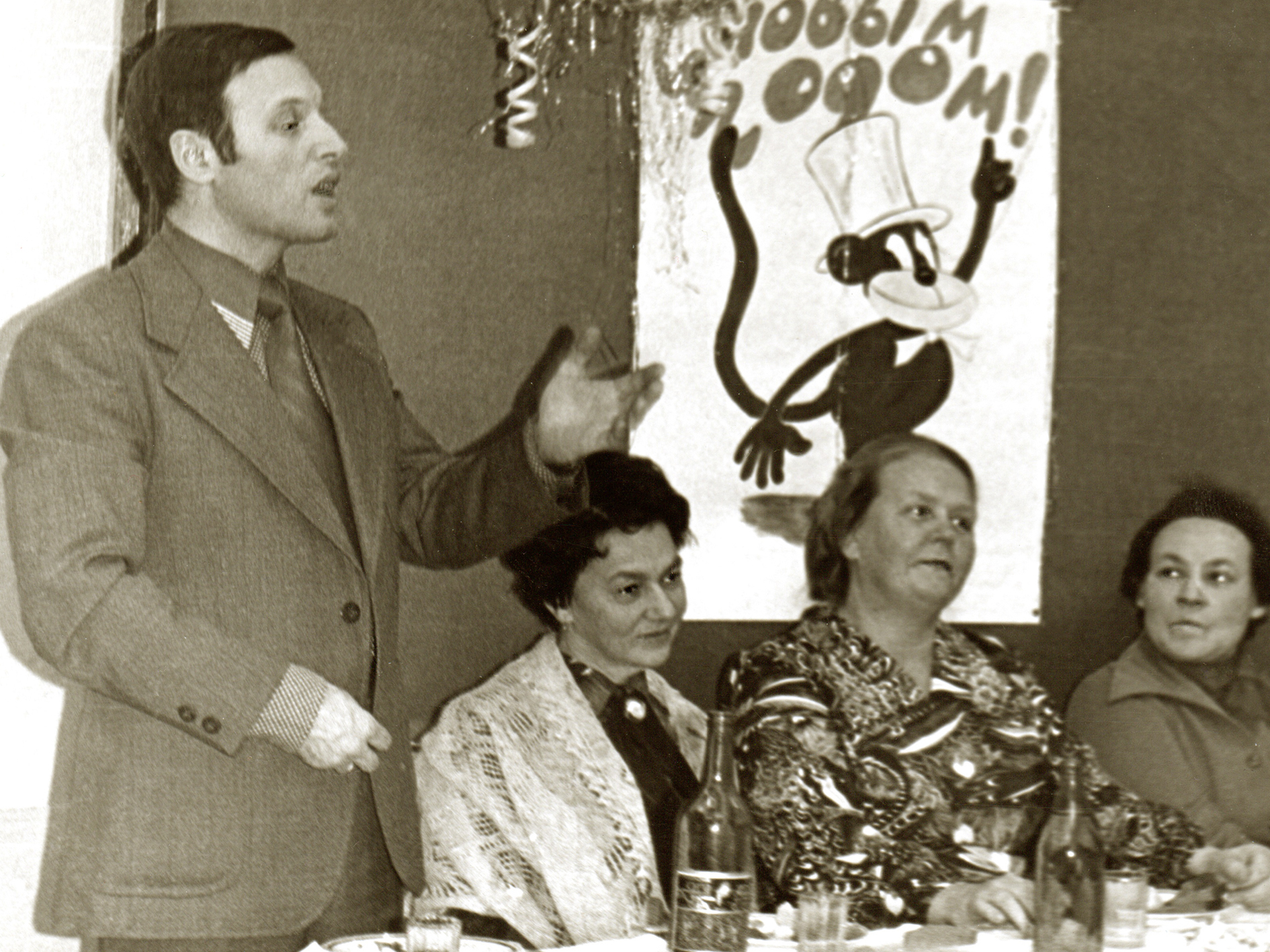
Дочь академика В. М. Карасика Т. В. Кольцова (2-я слева) в гостях на кафедре своего отца среди его учеников: проф. В. А. Гуселя (слева), проф. И. В. Марковой (справа) и д.м.н. А. И. Подлесной (крайняя справа). Декабрь 1979 г.

Под руководством И. В. Марковой получили своё развитие все основные научные направления кафедры и продолжены начатые под руководством академика исследования. Много внимания И. В. Маркова уделяла преподаванию фармакологии, совершенствуя учебный процесс, внося в него элементы анализа клинического использования лекарств. Лекции профессора И. В. Марковой неизменно пользовались особой популярностью у студентов и нередко заканчивались аплодисментами.
Постоянно включая в свои лекции элементы клинико-фармакологического анализа, Ирина Валерьевна сталкивалась с определёнными трудностями. Связано это было с тем, что студенты 3-го курса ещё не имели клинической подготовки. Вскоре И. В. Маркова оказалась последовательным пропагандистом и главным инициатором организации в ЛПМИ одной из первых в СССР кафедры клинической фармакологии.
Как и её предшественник, Ирина Валерьевна уделяла особое внимание студенческому научному обществу (СНО). Сама в прошлом самая активная его участница, она всегда рассматривало воспитанников СНО как главный кадровый резерв для своей кафедры.
Ревностно сохраняя традиции, заложенные ещё академиком В. М. Карасиком, И. В. Маркова возглавляла кафедру почти четверть века. По словам её ученика профессора В. А. Гуселя: 

«Она была всегда уравновешенным, мудрым и человечным руководителем, справедливым и лишенным амбиций старшим товарищем для всех сотрудников кафедры, молодых лаборантов, зрелых преподавателей и ученых».
 В 1988 году Ирина Валерьевна передала руководство кафедрой своему ученику профессору М. В. Неженцеву. Находясь на пенсии, в течение 22 лет она продолжала заниматься интенсивной творческой деятельностью. За эти годы, долгое время оставаясь научным консультантом кафедры, на правах соавтора Ирина Валерьевна участвовала в подготовке нескольких новых и в переиздании ранее опубликованных монографий, большинство из которых имели клиническую направленность.
Профессор Ирина Валерьевна Маркова скончалась 8 апреля 2010 года в Санкт-Петербурге и была похоронена на Шуваловском кладбище вблизи храма.

## Вклад в медицинскую науку и практику

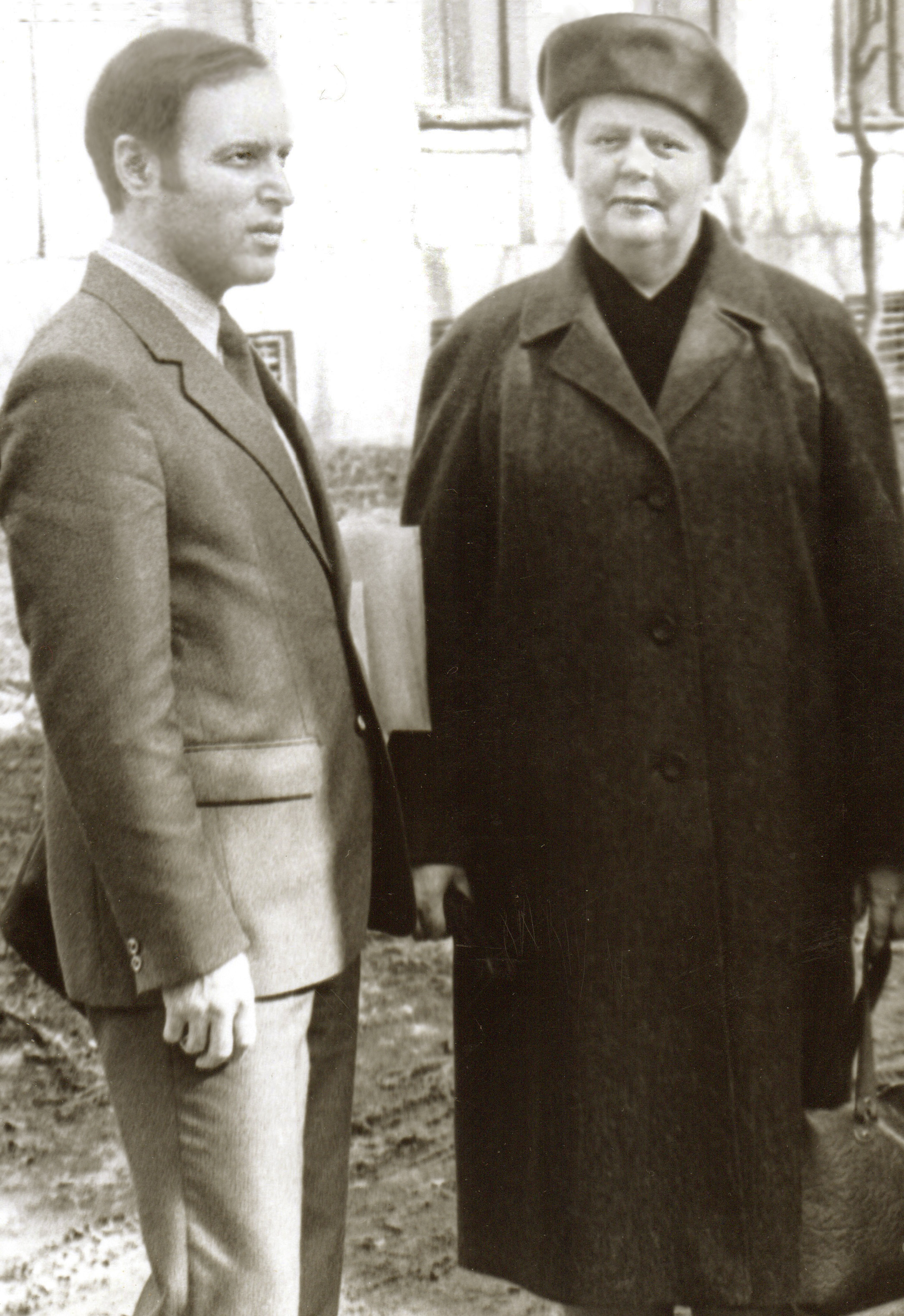
Проф. И. В. Маркова со своим учеником, проф. В. А. Гуселем

- Профессор И. В. Маркова была признанным в СССР лидером направления научных исследований в области экспериментальной возрастной фармакологии, авторитетным рецензентом и руководителем работ и оппонентом диссертаций этого направления.
- Как одна из ведущих в СССР специалистов в области возрастной фармакологии, И. В. Маркова являлась соавтором трех учебников по фармакологии для студентов педиатрических факультетов.
- Ирина Валерьевна оказалась пионером в области продвижения идеи включения в процесс подготовки врачей вопросов клинической фармакологии. Её усилиями в 1983 году в ЛПМИ была организована вторая в СССР кафедра клинической фармакологии. Она же оказалась первой подобной кафедрой педиатрического профиля. По инициативе И. В. Марковой возглавил эту кафедру её ученик, профессор В. А. Гусель.
- Совместно с профессором В. А. Гуселем Ирина Валерьевна стала автором первого в стране издания, посвященного вопросам педиатрической клинической фармакологии. Это был «Справочник педиатра по клинической фармакологии». Выпущенный тиражом в 300 тыс. экземпляров он увидел свет в 1989 году и сразу стал библиографической редкостью. Дополнительный тираж в 200 тыс. экземпляров всего год спустя так и не обеспечил всей потребности в издании.
- Профессор-фармаколог, И. В. Маркова стала непременным соавтором ведущих специалистов-педиатров ЛПМИ (профессора: А. М. Абезгауз, В. И. Калиничева, А. В. Папаян, Э. К. Цыбулькин, Н. П. Шабалов) при подготовке монографий и руководств, посвященных различным разделам клинической педиатрии.
- Под руководством профессора И. В. Марковой выполнено 4 докторских и 10 кандидатских диссертаций. Учениками Ирины Валерьевны являются:
  - Основатель и заведующий кафедрой клинической фармакологии ЛПМИ профессор В. А. Гусель;
  - Заведующий той же кафедрой с 1995 года профессор И. Б. Михайлов[5];
  - Заведующий кафедрой фармакологии СПбГПМА с 1989 года профессор М. В. Неженцев[6].

## Общественная деятельность
В разные годы профессор И. В. Маркова выполняла следующие обязанности:
- член президиума Всесоюзного научного общества фармакологов;
- член предметной методической комиссии при Всероссийском научном обществе фармацевтов[7];
- председатель Всесоюзной секции по возрастной фармакологии;
- член редакционного совета журнала «Экспериментальная и клиническая фармакология»[8];
- член правления Санкт-Петербургского общества фармакологов.

## Научные труды
Профессор И. В. Маркова является автором более 100 научных работ, имеет 3 авторских свидетельства на изобретения.
- Маркова И. В. Барбитуратный гиперкинез мезенцефального происхождения / Автореф. дис. на степень канд. мед. наук. — ЛГПМИ. Кафедра фармакологии. — Л., 1951. — 13 с.
- Маркова И. В. Лекарственные средства, применяемые для лечения тропических заболеваний: (Метод. указания). — ЛПМИ. — Л., 1973. — 32 с.
- Маркова И. В. Взаимоотношения между функцией гипоталамо-гипофизарно-адреналовой системы, реактивностью развивающегося организма к фармакологическим агентам и проницаемостью гематоэнцефалического барьера: Автореферат дис. на соискание учен. степени доктора мед. наук. — ЛПМИ. — Л., 1963. — 31 с.
- Отравление в детском возрасте  /  Под ред. проф. И. В. Марковой и проф. А. М. Абезгауза. — Л.: Медицина. Ленингр. отд-ние, 1971. — 223 с.
- Цыбулькин Э. К., Маркова И. В., Осипова С. В. и др. Отравления в детском возрасте / Под ред. проф. И. В. Марковой и проф. А. М. Абезгауза. - 2-е изд., испр. и доп. — Л.: Медицина. Ленингр. отд-ние, 1977. — 272 с.
- Маркова И. В. Нежелательные эффекты лекарственных средств. — ЛПМИ. — СПб., 1995. — 123 с.
- Маркова И. В., Гусель В.А. Справочник педиатра по клинической фармакологии. — ЛПМИ. — Л.: Медицина. Ленингр. отд-ние, 1989. — 317 с.
- Маркова И. В., Михайлов И. Б. Сердечные гликозиды : Лекции / Петербург. педиатр. мед. ин-т. — ЛПМИ. — СПб., 1992. — 26 с.
- Маркова И. В., Шабалов Н. П. Клиническая фармакология новорожденных. — Л.: Медицина. Ленингр. отд-ние, 1984. — 287 с.
- Маркова И. В., Калиничева В. И. Педиатрическая фармакология: (Руководство для врачей). — Л.: Медицина. Ленингр. отд-ние, 1980. — 440 с.
- Маркова И. В., Калиничева В. И. Педиатрическая фармакология: (Руководство для врачей) - 2-е изд., перераб. и доп. — Л.: Медицина. Ленингр. отд-ние, 1984. — 495 с.
- Маркова И. В., Шабалов Н. П. Антибиотики и витамины в лечении новорожденных. — СПб.: Сотис Технобалт, 1993. — 254 с.
- Маркова И. В., Неженцев М. В., Папаян А. Б. Лечение заболеваний почек у детей: (Руководство для врачей). — СПб.: Сотис, 1994. — 400 с.
- Маркова И. В., Воронкова Л. А., Неженцев М. В. Фармакология: учебник для студентов педиатрических факультетов медицинских институтов. — СПб.: Сотис, 1994. — 451 с.
- Маркова И. В., Михайлов И. Б. Лекарства для детей : (Справочник, предназначенный родителям и врачам). — СПб.: ЭЛБИ-СПБ, 2001. — 269 с.
- Михайлов И. Б., Маркова И. В. Лекарственные средства в педиатрии: (Справочник). — СПб.: С.-Петерб. мед. изд-во., 2002. — 312 с.
- Маркова И. В., Неженцев И. Б. Фармакология : Учебник для студентов педиатр. фак. мед. ин-тов. — СПб.: Сотис, 1997. — 468 с.
- Маркова И. В., Михайлов И. Б. Современные лекарственные средства : справочник врача-педиатра. — М., СПб.: АСТ Сова, 2007. — 543 с.
- Михайлов И. Б., Маркова И. В. Что нужно знать каждому об антибиотиках. — М., СПб.: Диля, 2004. — 184 с.
- Михайлов И. Б., Маркова И. В. Чем можно заменить антибиотики. — М., СПб.: Диля, 2005. — 158 с.
- Михайлов И. Б., Маркова И. В. Медикаментозные осложнения и пути их устранения: Рук. для врачей. — М., СПб.: Диля, 2004. — 329 с.
- Маркова И. В., Саляев В. Н., Утешев Б. С. Фармакология: учебник для педиатрических факультетов медицинских институтов. — М.: Медицина, 1979. — 584 с.
- Маркова И. В., Михайлов И. Б., Неженцев М. В. Фармакология: Учеб. для студентов педиатр. фак. высш. мед. учеб. заведений / Изд.  2-е, перераб. и доп. — СПб.: Фолиант, 2001. — 414 с.
- Маркова И. В., Афанасьев В. В., Цибулькин Э. К. Клиническая токсикология детей и подростков / Под ред. д.м.н., проф. И.В. Марковой и др. (С.-Петерб. науч. ассоц. клинич. фармакологии и клинич. Токсикологии). — СПб.: Интермедика Спец. лит., 1999. — Т. 1-2. — (Медицинские лабораторные технологии и диагностика).
- Маркова И. В. и др. Фармакологическое изучение возрастных особенностей в действии лекарственных средств, предлагаемых для клинического изучения в педиатрической практике / Метод. рекомендации. — М-во здравоохранения СССР, Фармакол. ком., ЛПМИ. — М., Л., 1988. — 76 с.
- Бельгова И. Н. и др. Сборник рецептов для студентов и врачей Ленинградского педиатрического медицинского института / М-во здравоохранения РСФСР, Ленингр. педиат. мед. ин-т; / Под ред. проф. И.В. Марковой и др. — ЛПМИ. — Л., 1982. — 59 с.
- Афанасьев В. В. и др. Клиническая токсикология детей и подростков : учебное пособие / С.-Петерб. науч. ассоц. клин. фармакологии и клин. токсикологии. / Под ред. д.м.н., проф. И.В. Марковой и др.. — СПб.: Интермедика, 1998. — 301 с.
- Гусель В. А., Маркова И. В. Цели и задачи возрастной (педиатрической) фармакологии. — Фармакология и токсикология. — 1983, № 2. — Т. 46. — С. 11-20.
- Маркова И. В., Афанасьев В. В., Цыбулькин Э. К., Неженцев М. В. Клиническая токсикология детей и подростков. - Ч. 1. — СПб.: Интермедика, 1998. — 303 с.
- Маркова И. В., Афанасьев В. В., Цыбулькин Э. К., Неженцев М. В. Клиническая токсикология детей и подростков. - Ч. 2. — СПб.: Интермедика, 1999. — 401 с.
- Фармакология : учебное пособие / под ред. И. В. Марковой, В. Н. Саляева и др.]. — М.: Медицина, 1988. — 271 с. — (Учебная литература : для студентов медицинских институтов. Педиатрический факультет).

## Награды
- Медаль «За оборону Ленинграда»
- Орден Трудового Красного Знамени
- Значок «Отличнику здравоохранения» (СССР)
- Почётный знак «За отличные успехи в области высшего образования СССР»

## Приложения
1. ↑  История кафедры фармакологии СПбГПМУ. Дата обращения: 25 сентября 2016. Архивировано 9 сентября 2016 года.
2. ↑  Пр. Энгельса, д. 55. Жилой дом с общежитием НКВД. Дата обращения: 25 сентября 2016. Архивировано 27 сентября 2016 года.
3. ↑  Петроградское предприятие «Шуваловские торфоразработки». Дата обращения: 25 сентября 2016. Архивировано 27 сентября 2016 года.
4. ↑  Панченко Н. В. Блокадный дневник ленинградской студентки. Дата обращения: 25 сентября 2016. Архивировано 8 февраля 2015 года.
5. ↑  профессор Игорь Борисович Михайлов. Дата обращения: 25 сентября 2016. Архивировано 27 сентября 2016 года.
6. ↑  профессор Михаил Васильевич Неженцев. Дата обращения: 25 сентября 2016. Архивировано 27 сентября 2016 года.
7. ↑  Научные общества фармацевтов в России. Дата обращения: 25 сентября 2016. Архивировано из оригинала 27 сентября 2016 года.
8. ↑  Журнал «Экспериментальная и клиническая фармакология». Дата обращения: 25 сентября 2016. Архивировано из оригинала 27 сентября 2016 года.